# Morgan Rubio
Pas d'image ? Cliquez ici

a Compétitions nationales et continentales officielles uniquement.

Dernière mise à jour le 12 mai 2025.
Morgan Rubio, né le 12 février 1991, est un joueur français de rugby à XV évoluant au poste d'ailier.

## Carrière

### Formation
Morgan Rubio débute le rugby au sein de l'Entente Barbazan-Aureilhan-Laloubère-Séméac (BALS).
Il est un pur produit du Stado Tarbes qu'il a rejoint en cadet.

### En club
Morgan Rubio a fait toute sa carrière à Tarbes en jouant en Pro D2 entre 2011 et 2016, puis en Fédérale 1 et enfin à partir de 2020, dans le nouveau championnat de Nationale. Il fait ses débuts comme titulaire le 14 avril 2012 en Pro D2 face au RC Narbonne en tant que titulaire.
En janvier 2022, il est contrôlé positif à la substance dopante heptaminol, et se voit suspendu pour une durée de deux ans par l'AFLD,.
Après avoir purgé sa suspension, il reprend la pratique du rugby avec le FC Lourdes au cours de la saison 2023-2024 de Fédérale 2.

## Palmarès
Néant

## Vie privée
Il est titulaire du Brevet professionnel de la jeunesse, de l’éducation populaire et du sport (BPJEPS).